# Isla Mujeres (sziget)
Az Isla Mujeres (spanyol nevének jelentése: nők szigete) egy sziget a Karib-tengerben, jelentős turisztikai célpont.

## Földrajz
A 8 km hosszan elnyúló, ám kevesebb mint 1 km széles sziget Mexikó délkeleti, Quintana Roo szövetségi állam északkeleti részén található a Karib-tengerben, Cancún városától mindössze néhány kilométerre. Közigazgatásilag Isla Mujeres községhez tartozik (viszont ez 
a község a szigeten kívül szárazföldi részeket is tartalmaz). Nagy része beépített terület, a lakóházak mellett számos szálloda és vendéglő is található itt, főként a központi út, az Avenida Hidalgo mentén. Középpontjától kissé északra egy repülőtér (Isla Mujeres Nemzeti Repülőtér) is található. Tengerpartjai bizonyos részein sziklásak, máshol fehéres színű homokkal borított lapos partok a jellemzők. A partok mentén többhelyütt korallzátonyok is találhatók.

### Éghajlat
A sziget éghajlata igen meleg, nyáron és ősz elején a legcsapadékosabb. Minden hónapban mértek már legalább 32 °C-os hőséget, de a rekord nem érte el a 40 °C-ot. Az átlagos hőmérsékletek a januári 27,9 és az augusztusi 32,6 fok között váltakoznak, rendkívül ritka, hogy 10 °C alá csökkenne a hőmérséklet. Az évi átlagosan 1075 mm csapadék időbeli eloszlása viszonylag egyenetlen: a júniustól októberig tartó 5 hónapos időszak alatt hull az éves mennyiség mintegy 60%-a. A hurrikánszezon június közepén kezdődik, a három legintenzívebb hónapja szeptember, október és november.
| Hónap                                   | Jan. | Feb. | Már. | Ápr. | Máj. | Jún. | Júl. | Aug. | Szep. | Okt. | Nov. | Dec. | Év   |
| --------------------------------------- | ---- | ---- | ---- | ---- | ---- | ---- | ---- | ---- | ----- | ---- | ---- | ---- | ---- |
| Rekord max. hőmérséklet (°C)            | 32,5 | 33,0 | 34,0 | 35,5 | 36,8 | 35,4 | 35,5 | 38,9 | 39,0  | 38,5 | 36,5 | 38,0 | 39,0 |
| Átlagos max. hőmérséklet (°C)           | 27,9 | 28,4 | 29,6 | 30,7 | 31,6 | 32,2 | 32,2 | 32,6 | 32,3  | 30,7 | 29,3 | 28,3 | 30,5 |
| Átlaghőmérséklet (°C)                   | 25,1 | 25,4 | 26,5 | 27,5 | 28,4 | 28,9 | 29,1 | 29,2 | 28,9  | 27,6 | 26,5 | 25,5 | 27,4 |
| Átlagos min. hőmérséklet (°C)           | 22,4 | 22,4 | 23,4 | 24,4 | 25,1 | 25,6 | 25,9 | 25,9 | 25,5  | 24,6 | 23,7 | 22,6 | 24,3 |
| Rekord min. hőmérséklet (°C)            | 16,0 | 15,3 | 15,5 | 18,0 | 20,5 | 20,0 | 22,0 | 22,0 | 22,0  | 20,0 | 18,0 | 9,0  | 9,0  |
| Átl. csapadékmennyiség (mm)             | 86   | 50   | 27   | 38   | 77   | 152  | 54   | 55   | 148   | 232  | 69   | 89   | 1075 |
| Forrás: Servicio Meteorológico Nacional |      |      |      |      |      |      |      |      |       |      |      |      |      |

## Története
A spanyolok megérkezése előtt a szigeten maják éltek, akik számára a sziget Ixchel, a szerelem, a termékenység és a Hold istennőjének kultuszhelye volt. Amikor 1517-ben az első spanyol partra szállt a szigeten, akkor ez a vidék az Ecab nevű maja területhez tartozott. A hódítók számos kicsi, női alakokat ábrázoló agyagfigurát találtak a szigeten (még a tengerpartokon is), ezért nevezték el Isla Mujeresnek, azaz nők szigetének. A hely ezután évszázadokig szinte érintetlen maradt, mindössze kis számú népesség telepedett le itt, akik főként halászatból éltek, viszont később jelentős, nagy forgalmú turisztikai célponttá vált.

## Turizmus
A szigetet meleg éghajlata és homokos, pálmafás tengerpartjai miatt sokan keresik fel. Az északi végén található Playa Norte nevű partot 2013-ban a TripAdvisor’s Traveler’s Choice beválasztotta a világ 25 legjobb tengerparti strandja közé. A déli részen található Garrafón park magaslatairól kiváló kilátás nyílik a szigetre és a tengerre, és ugyanitt lehetőség van kajakozásra, búvárkodásra, valamint gyalogos és kerékpáros túrázásra is. Közelében, a sziget déli végén levő Punta Sur térségében egy modern szoborparkot alakítottak ki, ahol külföldi alkotók mellett többek között a mexikói Sebastián és José Luis Cuevas művei is megtekinthetők. Ebben a parkban egy régi maja Ixchel-templom maradványai is állnak.
Érdekes történelmi emlékek a Mundaca-hacienda romjai: a legenda szerint a baszk származású Fermín Mundaca kalóz egy bűntény elkövetése után a szigeten telepedett le, ahol beleszeretett egy La Trigueña („kreol bőrszínű”) néven ismert helyi nőbe, akinek úgy próbált meg udvarolni, hogy egy igen szép haciendát épített a szigeten. A nő azonban visszautasította Mundaca udvarlását, és máshoz ment férjhez, így az hacienda azóta is pusztul.
Az állatkedvelő turisták számára a Tortugranja nevű létesítmény is kedvelt célpont: ez egy olyan központ, ahol tengeri teknősöket tartanak, nem csak turisztikai, hanem tudományos megfigyelés céljából is. Van a szigeten egy delfinárium is, ahol akár a delfinekkel való úszásra is lehetőség van.
A helyi vendéglők amellett, hogy a nemzetközi konyha (például olasz, ázsiai és német) ízeit kínálják, sok helyi specialitást is felszolgálnak.

## Képek

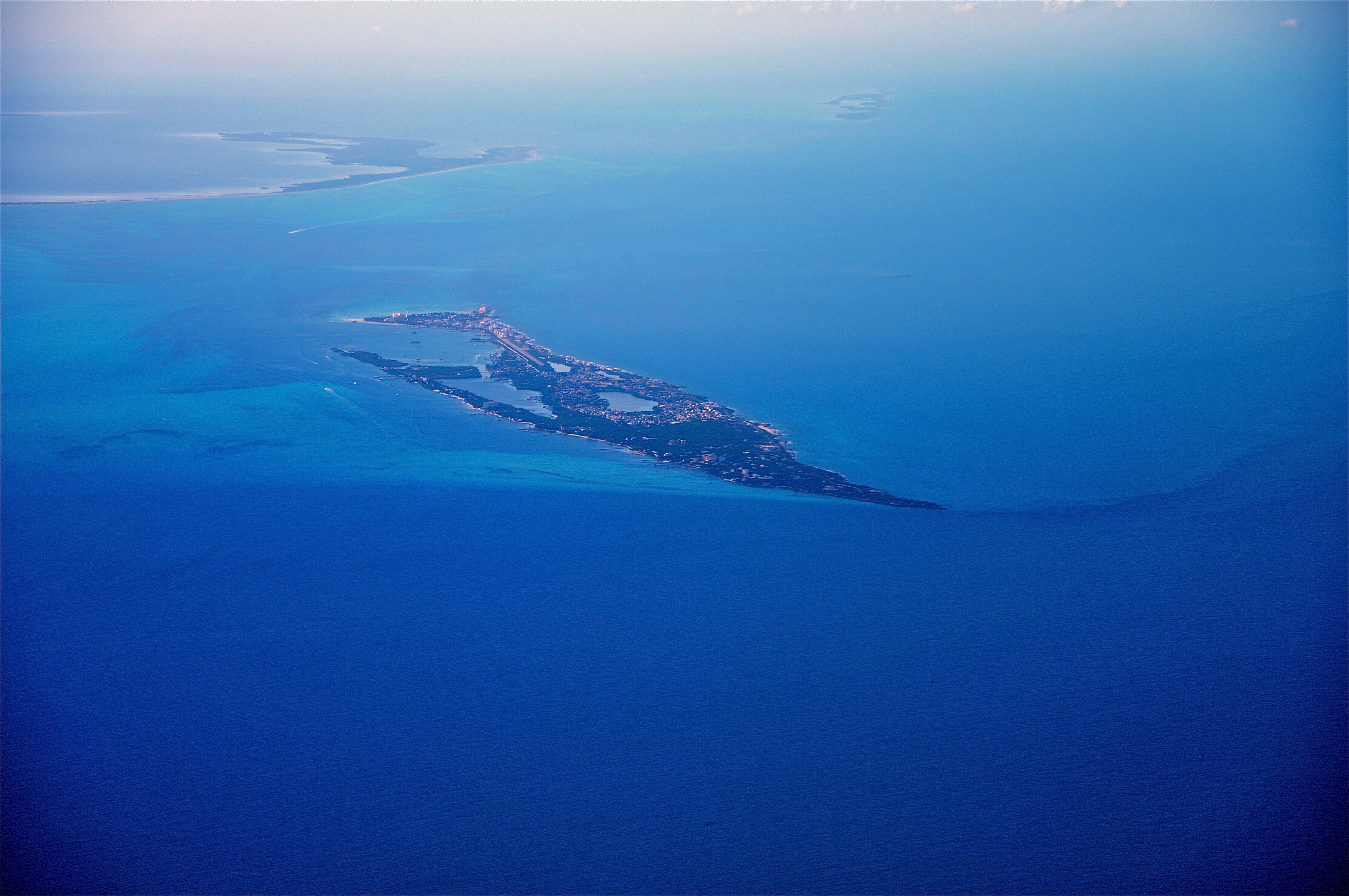
A sziget a távolból
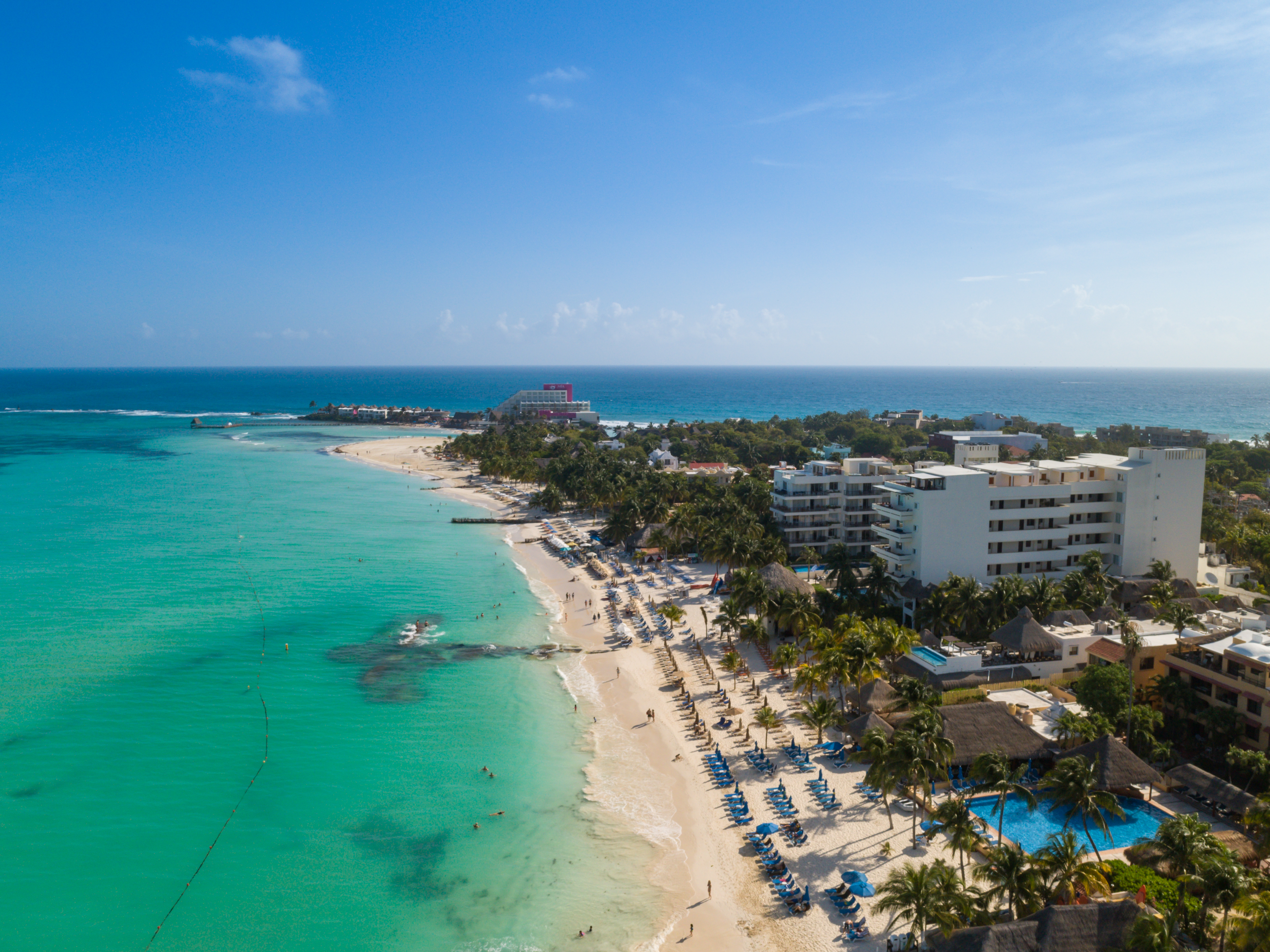
Légi felvétel a sziget északi részéről
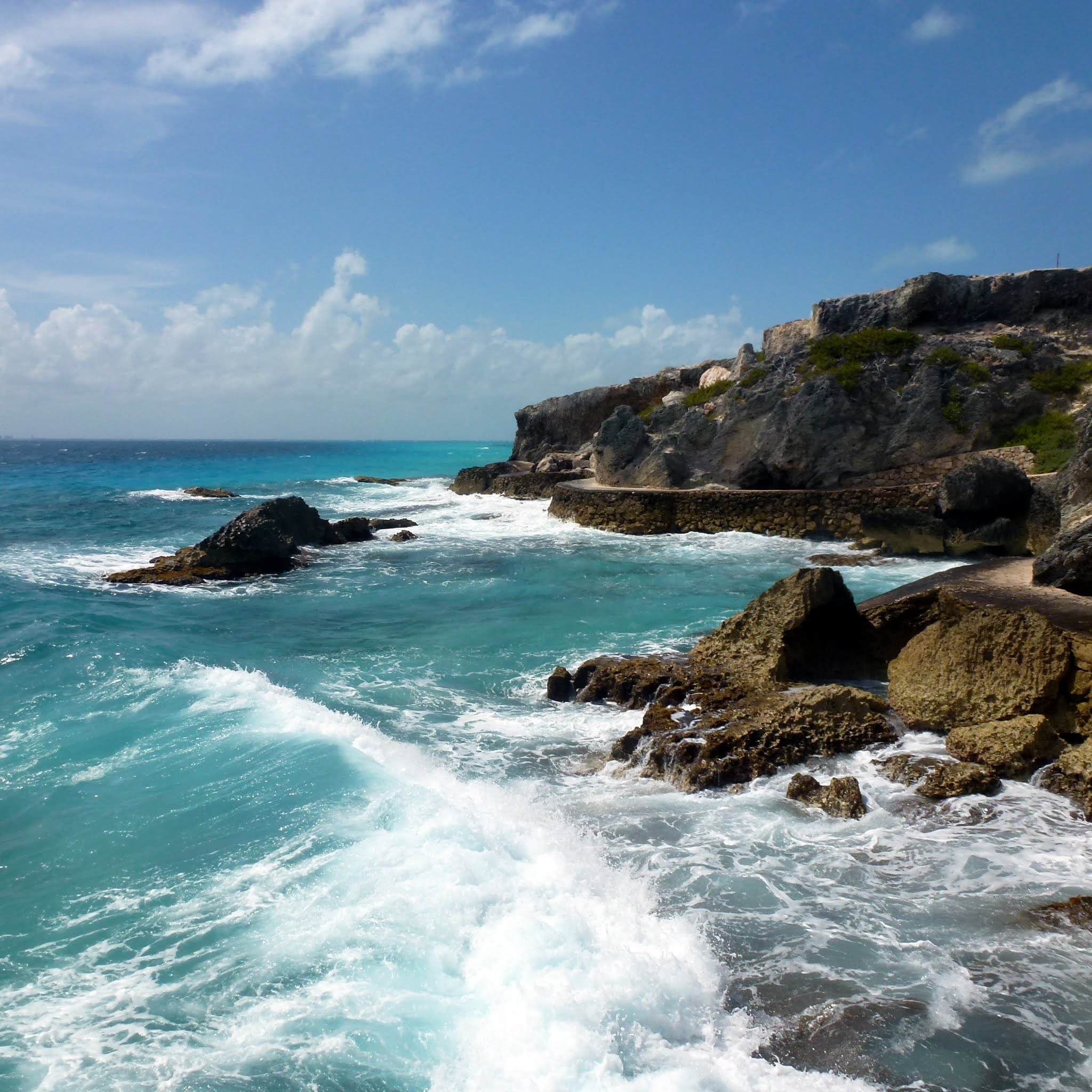
Sziklás part
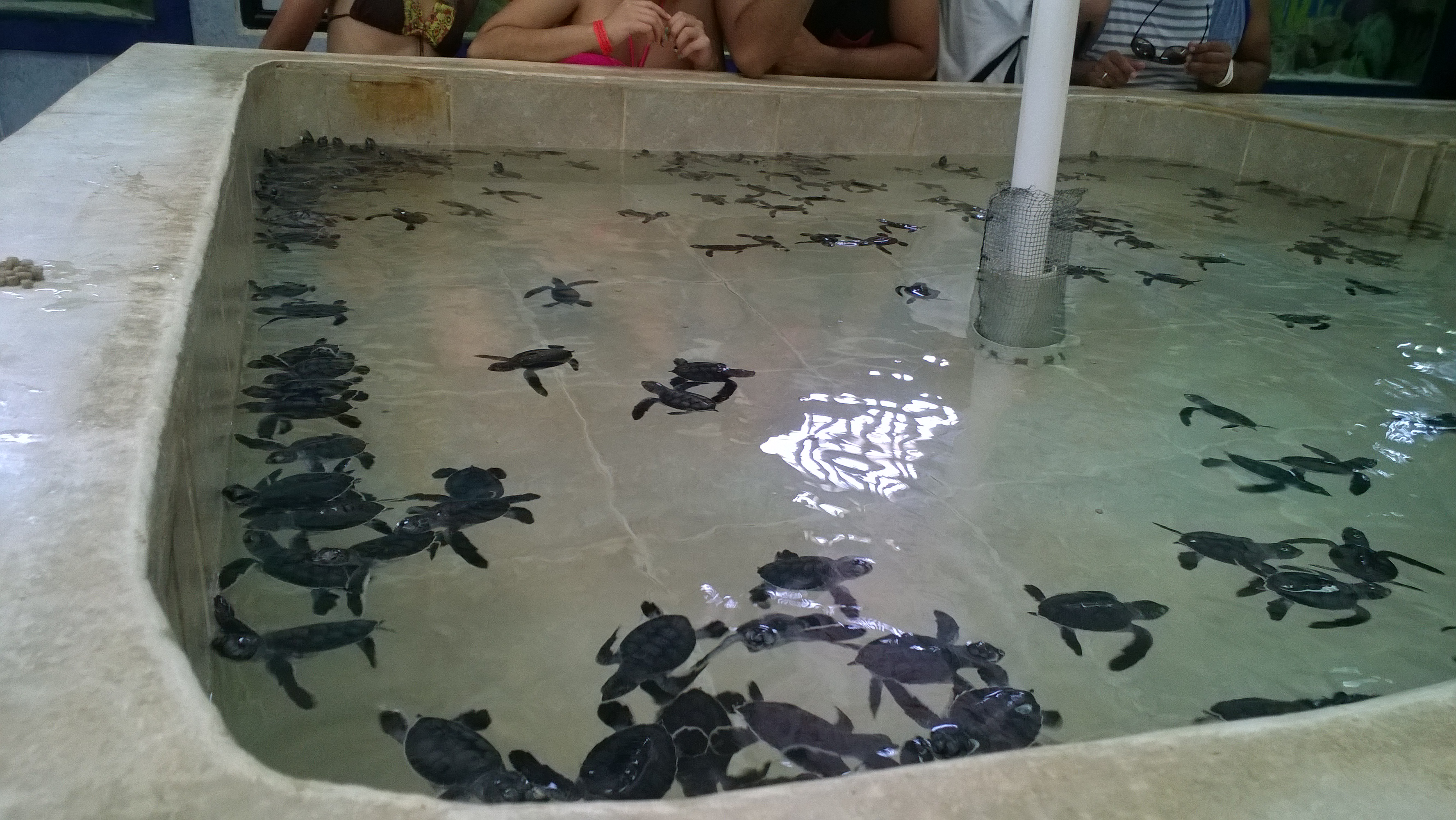
Teknősök medencéje
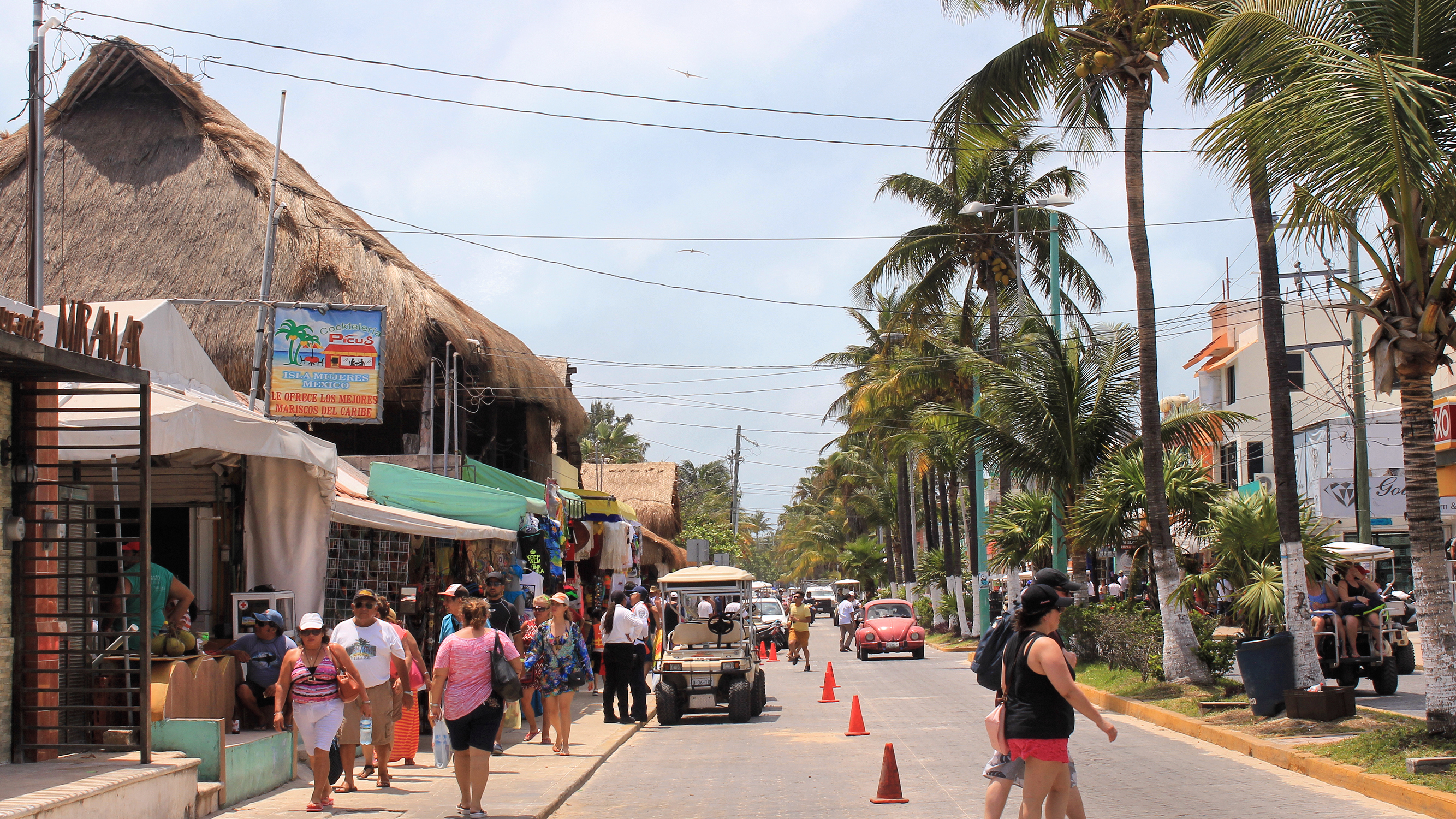
Utcakép